# Willendorf
Willendorf község Alsó-Ausztria Neunkircheni járásában. 2019 januárjában 976 lakosa volt. A híres willendorfi vénuszt nem itt, hanem a Kremsvidéki járásban, az Aggsbach községhez tartozó, azonos nevű falunál találták meg.

## Elhelyezkedése

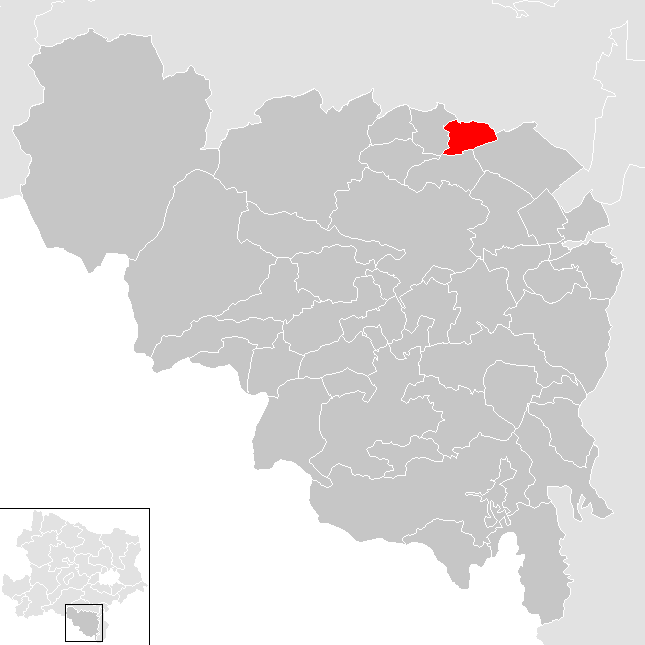
Willendorf a Neunkircheni járásban

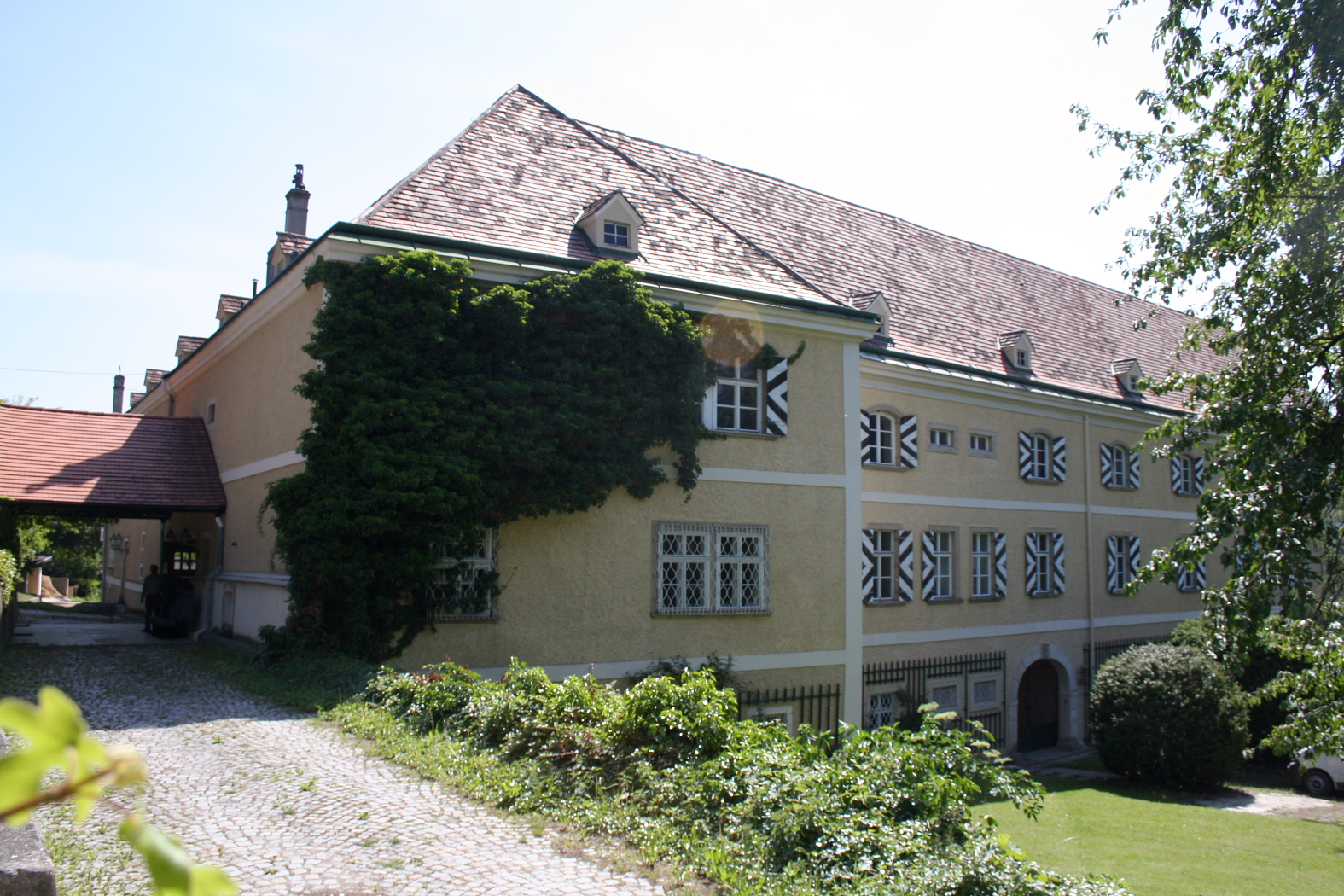
A strelzhofi kastély

Willendorf Alsó-Ausztria Industrieviertel régiójában fekszik a Bécsi-medence délnyugati részén lévő Steinfelden. Területének 40,3%-a erdő. Az önkormányzat 4 településrészt illetve falut egyesít:     Dörfles (120 lakos 2019-ben), Rothengrub (98), Strelzhof (71) és Willendorf (687). 
A környező önkormányzatok: délkeletre Sankt Egyden am Steinfeld, délre Würflach, nyugatra Höflein an der Hohen Wand, északra Hohe Wand és Winzendorf-Muthmannsdorf. 

## Lakosság
A willendorfi önkormányzat területén 2019 januárjában 976 fő élt. A lakosságszám 1981 óta gyarapodó tendenciát mutat. 2017-ben a helybeliek 93,9%-a volt osztrák állampolgár; a külföldiek közül 1,6% a régi (2004 előtti), 2,8% az új EU-tagállamokból érkezett. 0,3% a volt Jugoszlávia (Szlovénia és Horvátország nélkül) vagy Törökország, 1,4% egyéb országok polgára volt. 2001-ben a lakosok 81,2%-a római katolikusnak, 2,4% evangélikusnak, 1,8% ortodoxnak, 12,3% pedig felekezeten kívülinek vallotta magát. Ugyanekkor 6 magyar élt a községben.
A népesség változása:

| 2016 | 948 |
| 2018 | 971 |

## Látnivalók
- a strelzhofi kastély
- a katolikus plébánia, amely eredetileg Szt. Tamásnak szentelt templom volt és 1783-ban építették át
- az 1713-ban emelt Szt. Sebestyén-szobor

## Fordítás
- Ez a szócikk részben vagy egészben  a   Willendorf (Niederösterreich) című német Wikipédia-szócikk ezen változatának fordításán alapul.  Az eredeti cikk szerkesztőit annak laptörténete sorolja fel. Ez a jelzés csupán a megfogalmazás eredetét és a szerzői jogokat jelzi, nem szolgál a cikkben szereplő információk forrásmegjelöléseként.